# Dysphania sagana
Dysphania sagana là một loài bướm đêm trong họ Geometridae.

## Hình ảnh

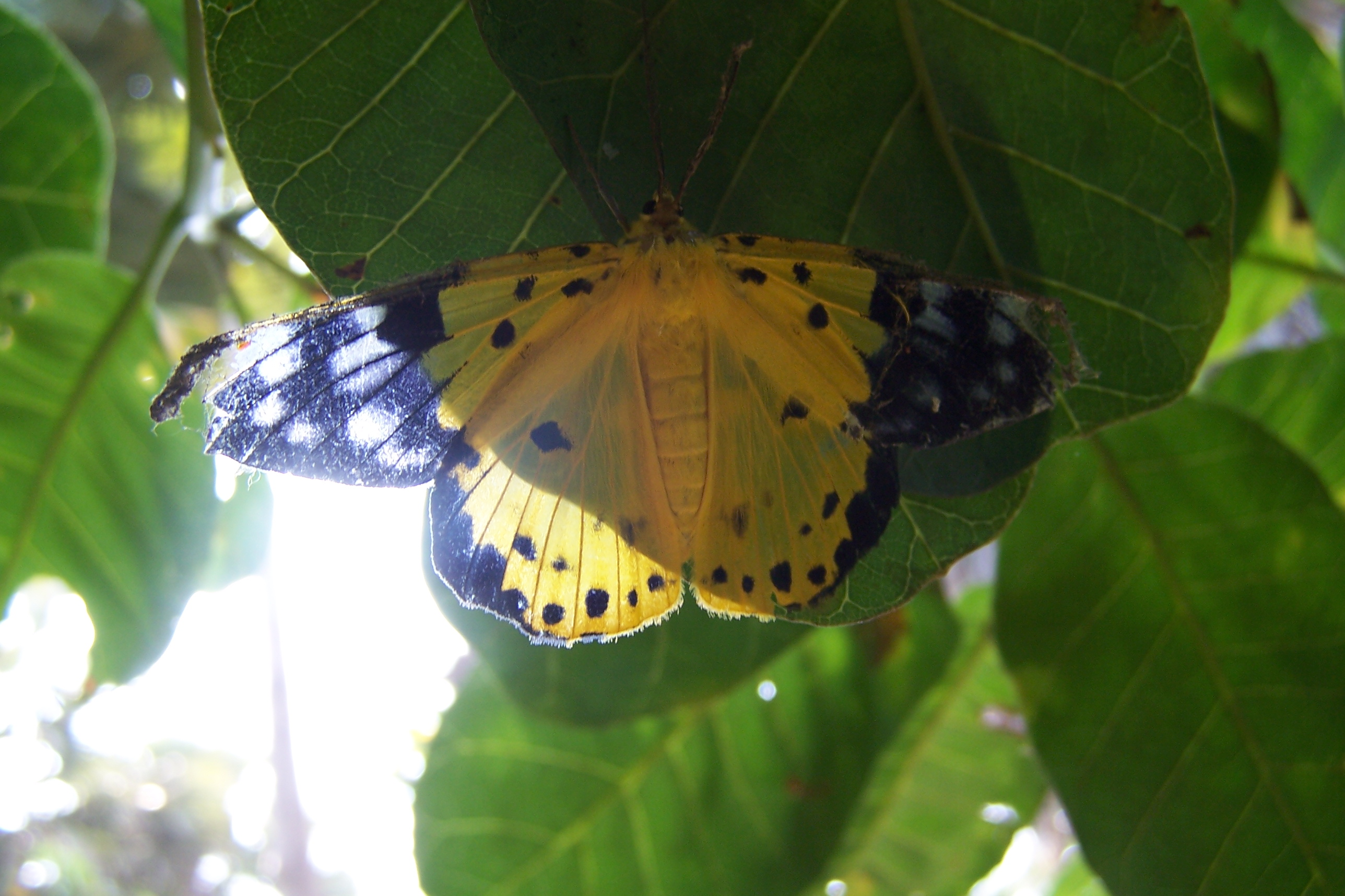
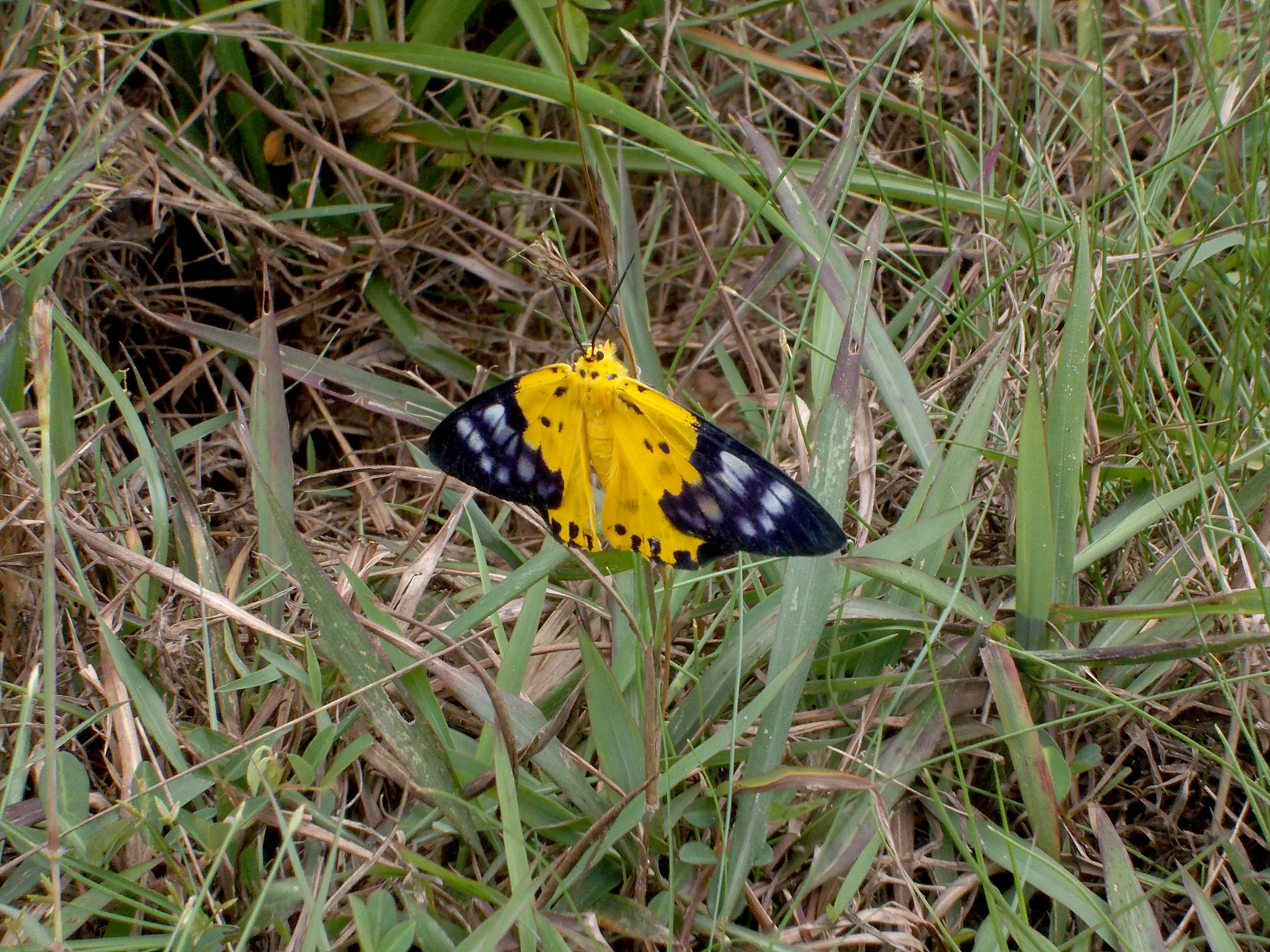